# Football Club de Nantes
El Football Club de Nantes, anteriorment anomenat Football Club Nantes Atlantique és un club de futbol francès de la ciutat de Nantes.

## Història
El F.C. Nantes nasqué el 21 d'abril de 1943, impulsat per Marcel Saupin i amb la fusió de cinc clubs de la ciutat, Saint-Pierre, Stade Nantais U.C., A.C. Batignolles, A.S.O. Nantaise i la Mellinet. El club agafà la plaça del Saint-Pierre a la Divisió d'Honor de la lliga de l'Oest. El 1963 ascendí a la primera divisió. El 1992 adoptà l'actual nom de Football Club de Nantes Atlantique. El 2007 descendí a la seconda divisió.

## Palmarès
- 8 Lligues franceses: 1965, 1966, 1973, 1977, 1980, 1983, 1995, 2001
- 4 Copes franceses: 1979, 1999, 2000, 2022
- 2 Supercopes franceses: 1999, 2001
- 1 Copa dels Alps: 1982

## Entrenadors
- 1943-46 : Aimé Nuic
- 1946-49 : Antoine Raab
- 1949-51 : Antoine Gorius
- 1951-55 : Émile Veinante
- 1955-56 : Antoine Raab
- 1956-56 : Stan Staho
- 1956-59 : Louis Dupal
- 1959-60 : Karel Michlowskli
- 1960-76 : José Arribas
- 1976-82 : Jean Vincent
- 1982-88 : Jean-Claude Suaudeau
- 1988-91 : Miroslav Blazevic
- 1991-97 : Jean-Claude Suaudeau
- 1997-02 : Raynald Denoueix
- 2002-03 : Angel Marcos
- 2003-04 : Loïc Amisse
- 2004-05 : Loïc Amisse i Serge Le Dizet
- 2005-06 : Serge Le Dizet
- 2006-07 : Georges Eo
- 2007-08 : Michel Der Zakarian
- 2008-09 : Élie Baup
- 2009 : Gernot Rohr
- 2009-10 : Jean-Marc Furlan
- 2010-11 : Baptiste Gentili
- 2011-12 : Landry Chauvin
- 2012-16 : Michel Der Zakarian
- 2016 : René Girard
- 2016-17 : Sérgio Conceição
- 2017-18 : Claudio Ranieri
- 2018 : Miguel Cardoso
- 2018-19 : Vahid Halilhodžić
- 2019-20 : Christian Gourcuff
- 2020-21 : Raymond Domenech
- 2021- : Antoine Kombouaré

## Jugadors destacats
| - Loïc Amisse - Sylvain Armand - William Ayache - J.P. Bertrand-Demanes - Bernard Blanchet - Maxime Bossis - Robert Budzynski - Éric Carrière - Frédéric Da Rocha - Marcel Desailly - Didier Deschamps - Philippe Gondet - Christian Karembeu - Mickaël Landreau |  | - Paul Le Guen - Yvon Le Roux - Patrice Loko - Claude Makélélé - Henri Michel - Nicolas Ouédec - Éric Pécout - Reynald Pedros - Patrice Rio - Jean-Claude Suaudeau - Jérémy Toulalan - José Touré - Thierry Tusseau - Stéphane Ziani |  | - Ángel Bargas - Jorge Burruchaga - Mauro Cetto - Hugo Curioni - Néstor Fabbri - Ángel Marcos - Julio Olarticoechea - Víctor Trossero - Franky Vercauteren - Salomon Olembé - Mario Yepes - Emerse Faé - Gilles Yapi Yapo - Zoran Vulić |  | - Mo Johnston - Vahid Halilhodžić - Noureddine Naybet - Robert Gadocha - Roman Kosecki - Viorel Moldovan - Thierno Youm - Christian Wilhelmsson - Adel Sellimi - Japhet N'Doram |